# هنري جونز (فيلسوف)
هنري جونز (بالإنجليزية: Henry Jones)‏ (و. 1852 – 1922 م) هو فيلسوف من ويلز، والمملكة المتحدة لبريطانيا العظمى وأيرلندا، توفي عن عمر يناهز 70 عاماً.

## جوائز
حصل على جوائز منها:
- زمالة الأكاديمية البريطانية